# Marta DuBois
Marta DuBois (David, Chiriquí, 15 dicembre 1952 – Los Angeles, 8 maggio 2018) è stata un'attrice panamense, nota principalmente per il suo ruolo ricorrente di Michelle Hue nella serie cult degli anni '80 Magnum, P.I. e per il ruolo di Ardra nell'episodio Devil's Due della quarta stagione di Star Trek: The Next Generation.

## Biografia
Fece il suo debutto cinematografico con un ruolo secondario nel film drammatico Boulevard Nights (1979), che vide nel cast anche James Victor. Successivamente recitò al fianco di Stephen Collins e Caitlin O'Heaney nella serie televisiva I predatori dell'idolo d'oro (1982-1983).
Il ruolo per cui è maggiormente conosciuta è quello di Michelle Hue, nella serie di successo Magnum P.I.. Apparve come guest star in altre serie televisive come Hardcastle & McCormick, A-Team, L.A. Law - Avvocati a Los Angeles, Due poliziotti a Palm Beach e Matlock. Interpretò il ruolo dell'attrice Rita Gam, amica di Grace Kelly, nel film televisivo del 1983 sulla principessa di Monaco, con Cheryl Ladd e Ian McShane.
Negli anni novanta recitò nei film Una verità da nascondere (1995), con Raymond Cruz e Leland Orser, e Midnight Heat (1996), con Brad Dourif. Nel 1999 recitò con Scott Bakula e Robert Beltran nella commedia romantica Luminarias. 
Tra il 2005 e il 2008 interpretò il sergente Roberta Hansen in dieci episodi della serie televisiva McBride, al fianco di John Larroquette. Successivamente interpretò Dora nel western televisivo Lone Rider (2008), con Mike Starr e Tom Schanley, e partecipò come guest star all'episodio Ballona Creek di Law & Order: Los Angeles nel ruolo di Maria Cordero.
DuBois morì a Los Angeles nel 2018, per un aneurisma cerebrale, a 65 anni.

## Filmografia

### Cinema
- Boulevard Nights, regia di Michael Pressman (1979)
- Premonizione di un delitto[3] (Fear), regia di Rockne S. O'Bannon (1990)
- Una verità da nascondere (Dead Badge), regia di Douglas Barr (1995)
- Picture of Priority, regia di Charles McCaughan (1998)
- Luminarias, regia di José Luis Valenzuela (1999)

### Televisione
- Vega$ – serie TV, un episodio (1980)
- Magnum, P.I. – serie TV, 6 episodi (1981-1988)
- La legge di McClain (McClain's Law) – serie TV, un episodio (1982)
- Voyagers! - Viaggiatori del tempo (Voyagers!) – serie TV, un episodio (1982)
- I predatori dell'idolo d'oro (Tales of the Gold Monkey) – serie TV, 22 episodi (1982-1983)
- Hardcastle & McCormick (Hardcastle and McCormick) – serie TV, un episodio (1983)
- Riptide – serie TV, un episodio (1984)
- A-Team (The A-Team) – serie TV, 2 episodi (1984)
- MacGyver – serie TV, un episodio (1987)
- L.A. Law - Avvocati a Los Angeles (L.A. Law) – serie TV, un episodio (1987)
- Matlock – serie TV, 3 episodi (1988-1992)
- Star Trek: The Next Generation – serie TV, episodio 4x13 (1991)
- Due poliziotti a Palm Beach (Silk Stalkings) – serie TV, 3 episodi (1992-1998)
- La signora in giallo (Murder, She Wrote) – serie TV, episodio 10x16 (1994)
- Walker Texas Ranger (Walker, Texas Ranger) – serie TV, un episodio (1995)